# Feijão refrito

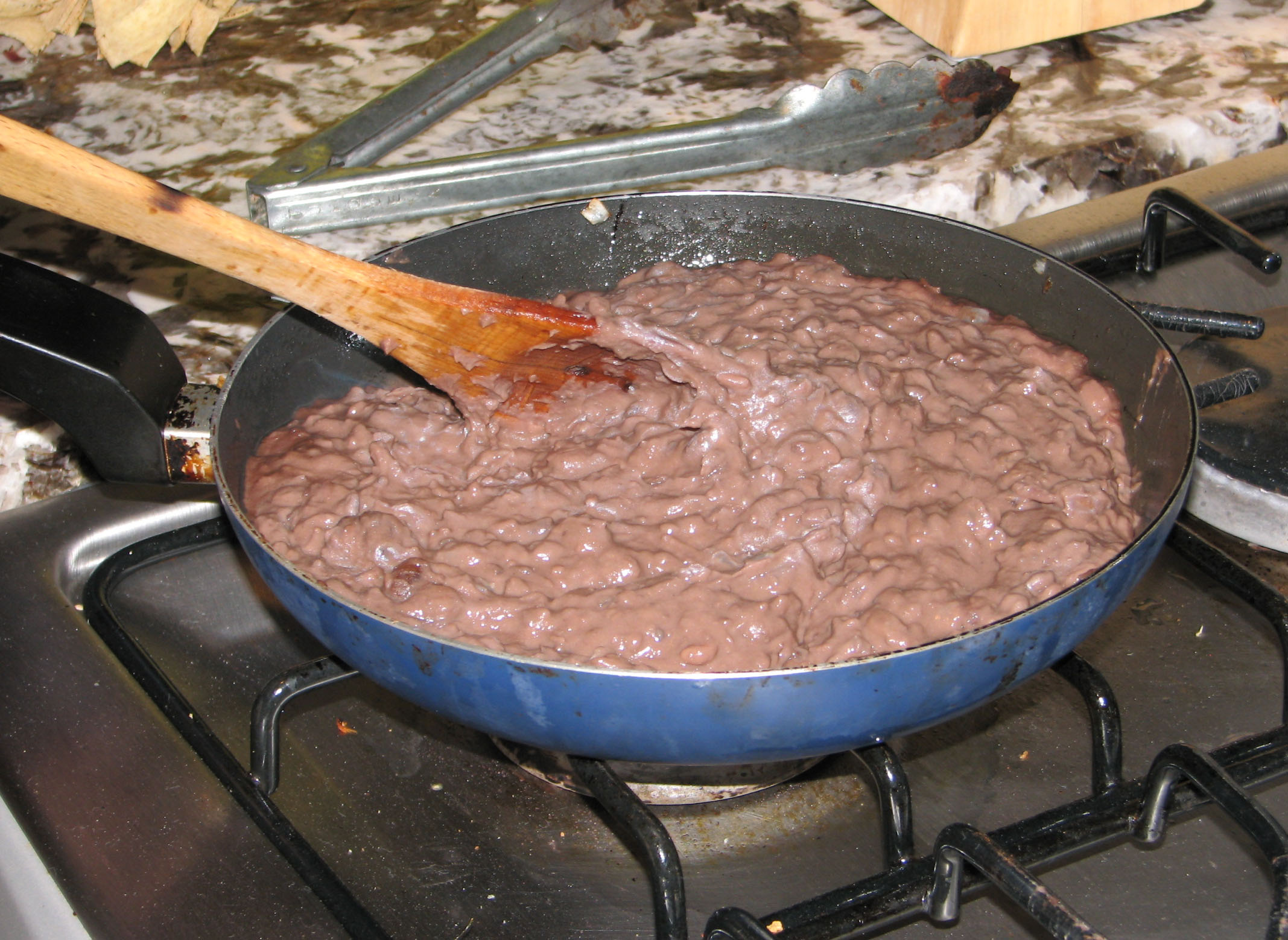
Feijão frito sendo preparado em uma frigideira

Feijão refrito (em castelhano: frijoles refritos) é um prato de feijão cozido e amassado que é um alimento básico tradicional da culinária mexicana e Tex-Mex, embora cada culinária tenha uma abordagem diferente ao fazer o prato. Os feijões fritos também são populares em muitos outros países latino-americanos.
Neste prato, depois de cozidos e amassados até formar uma pasta, os feijões são fritos ou assados, mas como são fritos apenas uma vez, o termo "refrito" é enganoso. Conforme descrito por Rick Bayless, "eles são refritos - não fritos novamente, como você pode supor, mas 'bem fritos' ou 'intensamente fritos'".

## Ingredientes e preparação
No norte do México e na culinária Tex-Mex, os feijões fritos são geralmente preparados com feijão carioca, mas muitas outras variedades de feijão são usadas em outras partes do México, como feijão preto, peruano ou vermelho. O feijão cru pode ser cozido quando seco ou de molho durante a noite, depois cozido, escorrido da maior parte do líquido restante e convertido em uma pasta com um espremedor (como um espremedor de batatas) ou prensado em uma peneira de malha fina (para remover as peles). Um pouco do líquido escorrido, ou caldo de galinha ou legumes, é adicionado se a consistência estiver muito seca. A pasta é então assada ou frita, geralmente com cebola e alho em uma pequena quantidade de banha, óleo vegetal, pingos de bacon ou manteiga, e temperada a gosto com sal e especiarias. No México, a banha é mais usada e isso tem um grande efeito no sabor. Epazote é uma erva comum usada para dar sabor ao prato. É também um carminativo (ou seja, reduz os gases intestinais associados ao feijão).